# ليم لب إنغ
ليم لب إنغ هو محامي وسياسي ماليزي، ولد في 25 يوليو 1972 في كوالالمبور في ماليزيا. نشط حزبياً في حزب العمل الديمقراطي (ماليزيا). وقد انتخب عضو ديوان الرعية ‏ عن دائرة Kepong (federal constituency) ‏ وقد انضم خلال فترته النيابية ‏ للكتلة البرلمانية تحالف الأمل.